# Liparis murkelensis
Liparis murkelensis är en orkidéart som beskrevs av Johannes Jacobus Smith. Liparis murkelensis ingår i släktet gulyxnen, och familjen orkidéer. Inga underarter finns listade i Catalogue of Life.